# W Motors Lykan HyperSport

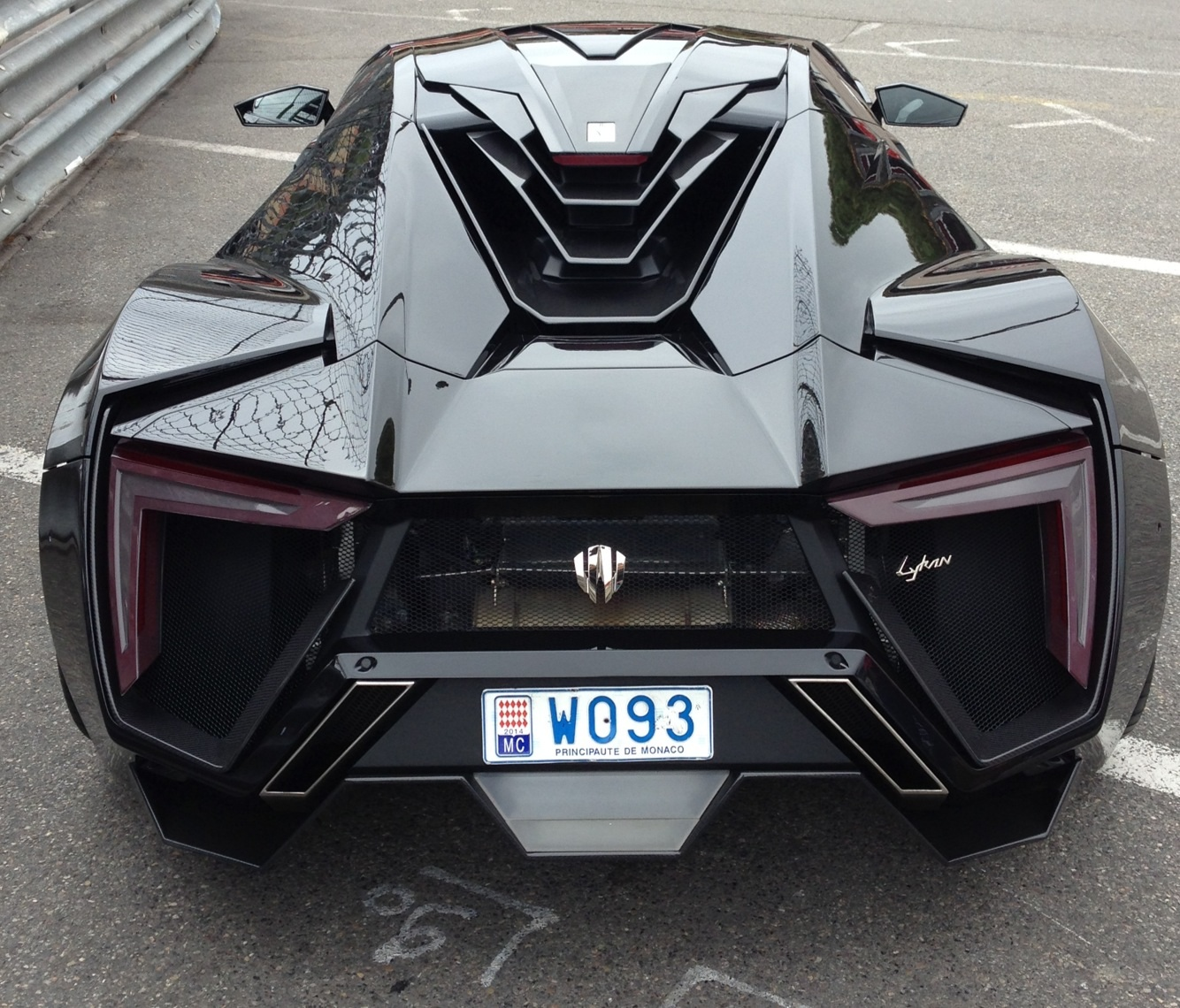
Heckansicht

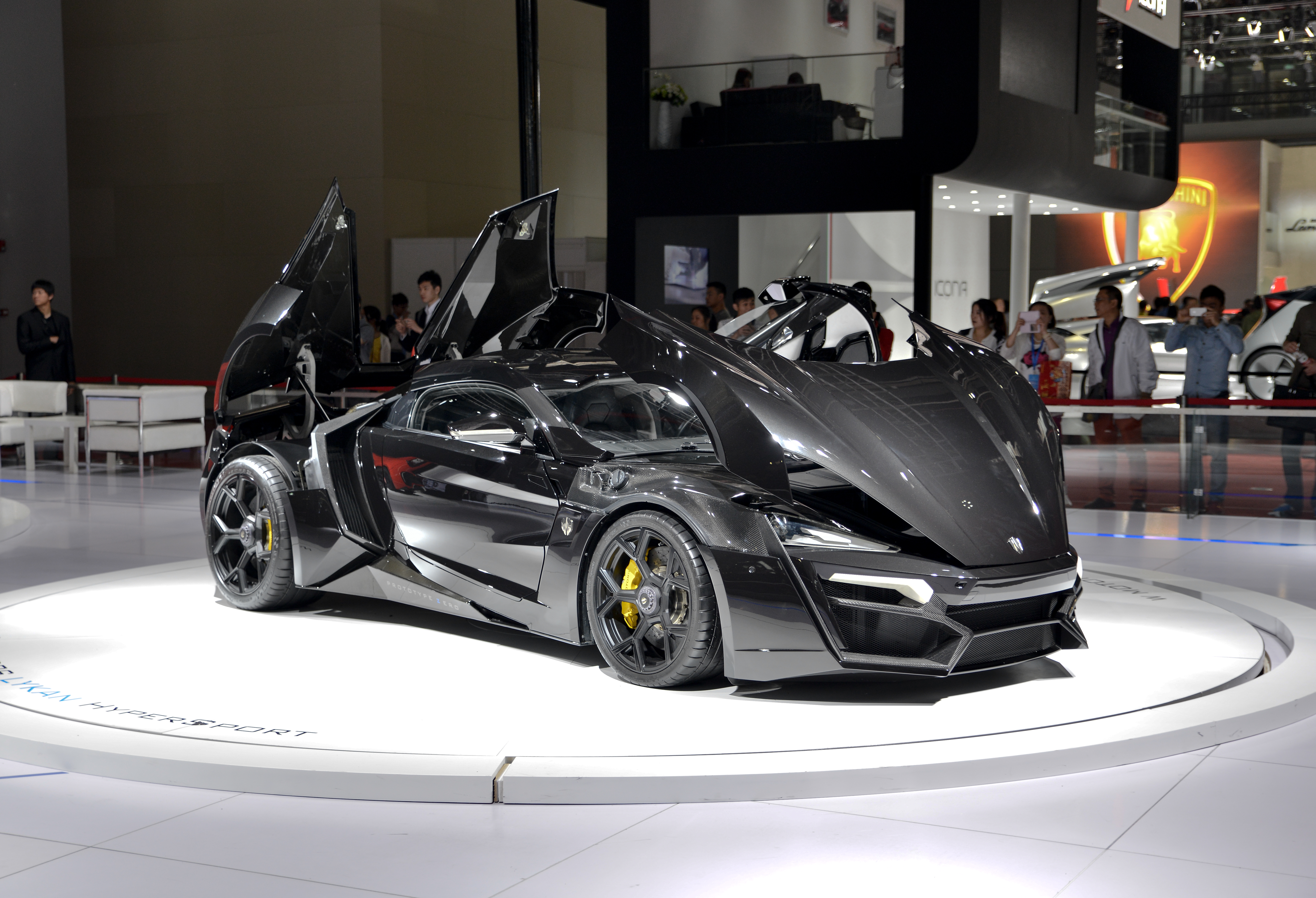
Auf Auto Shanghai 2015 mit geöffneten Hauben

Der Lykan HyperSport ist ein Mittelmotor-Supersportwagen des 2012 im Libanon gegründeten Automobilherstellers W Motors. Der Sitz des Unternehmens ist in Dubai. Lediglich sieben Fahrzeuge wurden gebaut. Die Kosten beliefen sich auf 3,4 Millionen US-Dollar.
Das Fahrzeug wurde erstmals auf der Qatar Motor Show im Februar 2013 der Öffentlichkeit gezeigt. Bei der Top Marques in Monaco im April 2014 wurde die Serienversion vorgestellt, ab Dezember 2014 wurden die Fahrzeuge verkauft. Im Juni 2015 wurde ein Lykan HyperSport an die Polizei von Abu Dhabi ausgeliefert.
Den Antrieb in dem Supersportwagen übernimmt ein 582 kW (791 PS) starker 3,7-Liter-Boxermotor des deutschen Herstellers Ruf. Der Lykan HyperSport erreicht eine Spitzengeschwindigkeit von 385 km/h.
Die Scherentüren sind hinten angeschlagen. Damit weist der Lykan HyperSport ein Alleinstellungsmerkmal unter den Serienfahrzeugen auf.
Im Film Fast & Furious 7 kam ein Lykan HyperSport vor. Die Universal Studios bestellten dafür zehn Stunt-Fahrzeuge.

## Technische Daten
|                                             | Lykan HyperSport                    |
| Bauzeitraum                                 | 2014–2016                           |
| Motorkenndaten                              |                                     |
| Motortyp                                    | Sechszylinder-Boxermotor            |
| Hubraum                                     | 3746 cm³                            |
| Max. Leistung bei min−1                     | 582 kW (791 PS) / 7100              |
| Max. Drehmoment bei min−1                   | 960 Nm / 4000                       |
| Kraftübertragung                            |                                     |
| Antrieb                                     | Hinterradantrieb                    |
| Getriebe, serienmäßig                       | Sequentielles 6-Gang-Schaltgetriebe |
| Messwerte                                   |                                     |
| Höchstgeschwindigkeit                       | 385 km/h                            |
| Beschleunigung, 0–100 km/h                  | 2,8 s                               |
| Beschleunigung, 0–200 km/h                  | 9,4 s                               |
| Kraftstoffverbrauch auf 100 km (kombiniert) | 13,5 l Super                        |
| CO2-Emissionen (kombiniert)                 | 311 g/km                            |

## Trivia
Der Lykan HyperSport kommt in einigen Videospielen vor, unter anderem in Project CARS, Asphalt 8: Airborne, Asphalt 9: Legends, Forza Horizon 3, Forza Horizon 4, Forza Horizon 5, Forza Motorsport 7, Top Drives und CSR2 Racing. Ebenso in dem Kinofilm Fast & Furious 7.